# Banogne-Recouvrance

Banogne-Recouvrance este o comună în departamentul Ardennes din nordul Franței. În 1 ianuarie 2022 avea o populație de 163 de locuitori.